# Oxalis foveolata
Oxalis foveolata là một loài thực vật có hoa trong họ Chua me đất. Loài này được Turcz. mô tả khoa học đầu tiên năm 1858.